# 李鎮日
李 鎮日（イ・ジニル、이진일、1973年1月12日）は韓国の男子陸上競技選手。専門は中距離走。大邱広域市出身。
1992年にソウルで開催された世界ジュニア陸上競技選手権大会に出場し、800m走で銀メダルを獲得しており、以降アジア競技大会やアジア陸上競技選手権大会の800mにおいてそれぞれ2連覇を達成するなど一時代を築いた選手であった。1992年のバルセロナオリンピックにも出場しており、800mで予選3位に入っているがタイムにより準決勝進出を逃している。